# Kŭngnak am
Kŭngnak am (Pustelnia Rajska 극락암) – koreańska świątynia niemająca statusu klasztoru - pustelnia (kor. am)

## Historia pustelni
W listopadzie 1953 roku mistrzem w tej pustelni został Kyŏngbong Chŏngsŏk (1892–1982) i pozostał w niej do wejścia w nirwanę, czyli przez trzydzieści lat. Jego mowy Dharmy przyciągały tysiące ludzi. Zetknął się z tą pustelnią już wcześniej, bo w 1925 roku założył w niej "Stowarzyszenie Praktyki Śpiewów przez 10 000 Dni dla Starszych Osób." Tu przeżył także swoje pierwsze doświadczenie oświecenia podczas Zgromadzenia Dharmy Hwaŏm zimą w 1927 roku. 
Pustelnia należy do klasztoru T'ongdo.

## Adres pustelni
- 751 Jisan-ri, Habuk-myeon, Yangsan, Kyŏngsangnam-do, Korea Południowa